# Cinnyris moebii
Cinnyris moebii, "grandecomoresolfågel", är en fågelart i familjen solfåglar inom ordningen tättingar.

## Utbredning och systematik
Fågeln förekommer endast på ön Grande Comore i västra Komorerna. Den betraktas oftast som underart till madagaskarsolfågel (Cinnyris notatus), men urskiljs sedan 2016 som egen art av Birdlife International och IUCN.

## Status
Den kategoriseras av IUCN som livskraftig.

## Namn
Fågelns vetenskapliga artnamn hedrar Karl August Möbius (1825-1908), tysk zoolog och direktör över Museum für Naturkunde i Berlin.